# Lee Meng-yuan (Sportschütze)
Lee Meng-yuan (chinesisch 李夢園 / 蒋忠侯, Pinyin Lǐ Mèng Yuán, Tongyong Pinyin Jiang Jhong Hou, W.-G. Li Meng Yüan, Zhuyin ㄌㄧˇ ㄇㄥˋ ㄩㄢˊ, G. R. Lii Menq Yuan, Yale Li Meng Ywan; * 25. August 1994 in Taoyuan) ist ein taiwanischer Sportschütze, der bei Sportereignissen für Chinesisch Taipeh an den Start geht und als bis dato größten Erfolg die Bronzemedaille bei den Olympischen Sommerspielen 2024 erreichte. Damit ist er der erste Sportler aus Chinesisch Taipeh, der eine olympische Medaille im Sportschießen gewinnen konnte.

## Persönliches Leben und Ausbildung
Lees Vater Hsieh Chih-pei war Sportschütze und nationaler Meister und nahm ihn mit zum Schießstand, als Lee den Kindergarten besuchte. Lee studierte an der National Taiwan Sport University. Seine Hobbys sind Basketball, Badminton, Singen und Essen.
Lee nahm den Familiennamen seiner Mutter Lee Chun-hua an. Er gehört dem Daoismus an. Nachdem er sich bei den Asienmeisterschaften 2019 um einen Punkt nicht für die Olympischen Sommerspiele 2020 qualifizieren konnte, adoptierte er einen Rottweiler und nannte ihn „Quota“, um sich selbst Mut zu machen. Seinen Angaben zufolge ist der US-amerikanische Sportschütze Vincent Hancock sein Vorbild. Lee hat zwei Brüder, Hsieh Jia-hong und Lee Yeh-chun-chih. Sein Spitzname lautet „Xiao pang“.

## Karriere
Lee nimmt in der Disziplin Skeet teil. Er debütierte bei den Asienspielen 2010 in Guangzhou in der Volksrepublik China. Er wurde von Tsai Pai-sheng trainiert. Nachdem Tsai 2011 verstorben war, unterbrach Lee für zwei Jahre seine Karriere, danach wurde sein Vater sein Trainer und ermunterte ihn, wieder an Wettkämpfen teilzunehmen. Bei den 2023 ausgetragenen Asienspielen 2022 erreichte er den fünften Platz im Skeet. Bei den Asienmeisterschaften 2023 in Changwon in Südkorea gewann er die Bronzemedaille und bei der Asienmeisterschaften 2024 in Kuwait (Stadt) in Kuwait wurde er Asienmeister.
Bei den Olympischen Sommerspielen 2024 nahm er im Skeet teil und belegte in der Qualifikation den dritten Platz hinter dem US-Amerikaner Conner Prince und dem Italiener Tammaro Cassandro. Im Hauptbewerb gewann er die Bronzemedaille hinter Vincent Hancock und Conner Prince.